# 王欣太
王 欣太（きんぐ ごんた、KING GONTA、1962年3月9日 - ）は、日本の漫画家。大阪府大阪市出身，男性。血液型AB型。

## 人物
ペンネームは当初はGONTAだったが、蒼天航路の執筆開始から王欣太に改めた。「王」を加えたのは『三国志』を描くにあたって中国人になりきるためである。「ゴンタ」は関西弁でやんちゃな手に負えない少年を意味する。
当時の編集長に「ブロードウェイのミュージカルのように三国志を描いてみないか?」と言われたことをきっかけに『蒼天航路』の連載が決まった。王欣太は連載前は『中国仁侠伝』を愛読し、古代中国に親しんでいながらも、『三国志』の知識は皆無で、曹操や劉備の名さえも知らず、諸葛亮に聞き覚えがある程度だったという。
『モーニング』の頁端にある近況や、『モーニングフォーラム』では、よく関西弁を使用してコメントしていた。好きな食べ物はお好み焼き。

## 来歴
十代後半は酒を飲んで暴れ、留置場の世話になることもあった。
大学の経済学部卒業後某商社の心斎橋の中心にある事務所で営業マンをやっていたが、2年たらずで会社が倒産したため、その後漫画家になった。
- 1989年、アフタヌーン四季賞冬のコンテストにおいて『A Mess on a Weekend』（GONTA名義）が四季大賞を受賞。
- 1990年、『月刊アフタヌーン』において『HEAVEN』でデビュー。
- 1992年、同誌で『地獄の家』を発表。
- 1994年から講談社の『モーニング』にて李學仁とタッグを組み、三国志をベースとした大作、『蒼天航路』を手がける。
- 1998年に原作者である李學仁が肝臓癌で死去した後は、一人で『蒼天航路』を執筆し、曹操の死までを描いて完結させた。
- 同年、『蒼天航路』が第22回講談社漫画賞一般部門を受賞。
- 2005年、単行本全36巻をもって『蒼天航路』を完結。
- 2006年、オールカラー『蒼天航路画伝』を刊行。
- 2007年、自身の完全監修により製作された「豪華限定版 画伝蒼天航路」が第41回造本装幀コンクール展においてコミック部門入賞を受賞。
- 同年、『ファイアキング』を連載。活動の舞台をインターネットへと広げる。Web限定の描き下ろし作品だったが、2008年に単行本化された。
- 2010年、『モーニング』36・37合併号より前作の『蒼天航路』完結より5年ぶりとなる週刊連載作品『ReMember』を連載開始し[9]、2012年の34号で連載を終了した。
- 2013年、『漫画アクション』2号より『達人伝-9万里を風に乗り-』を連載開始した[10]。2023年に完結した[11]。

## 受賞歴
- 1989年 - アフタヌーン四季賞冬のコンテストにおいて（『A Mess on a Weekend』）（GONTA名義）
- 1998年 - 第22回講談社漫画賞（『蒼天航路』）
- 2007年 - 第41回造本装幀コンクール展においてコミック部門入賞を受賞（『豪華限定版 画伝蒼天航路』）

## アシスタント
- Crab man（小野伸明）[12]

## 作品リスト
- HEAVEN（GONTA名義、1990年 - 1992年、『月刊アフタヌーン』、講談社）
- 地獄の家（GONTA名義、1992年 - 1994年、『月刊アフタヌーン』、講談社）
- 蒼天航路（原作：李學仁、1994年 - 2005年、『モーニング』、講談社）
- ファイアキング（2007年 - 2009年、『MiChao!』、講談社）
- 三界のスサ（2007年、『モーニング増刊号MANDALA』、講談社）
- ReMember（2010年 - 2012年、『モーニング』、講談社）
- 達人伝-9万里を風に乗り-（2013年 - 2023年、『漫画アクション』、双葉社）